# Nouvelles campagnes
Nouvelles campagnes est une revue parue entre 1978 et 1985 et consacrée aux problèmes et mouvements paysans. 

## Histoire et thèmes abordés
Nouvelles campagnes a été créée en octobre 1978 sous l'impulsion de Gilles Allaire. Sa parution fut régulière jusqu’en 1985. Elle a publié des articles consacrés tant aux politiques et aux marchés agricoles qu'aux mouvements sociaux et au développement local, et s'est attachée notamment à la relation entre la politique agricole européenne et le sort des paysans français, en prenant en compte la diversité des paysanneries. 
Le géographe et sociologue français spécialiste du monde rural Bernard Kayser souhaita une « longue vie à cette jeune revue originale et courageuse ».

## Portée
Nouvelles campagnes a contribué à rompre avec des paradigmes dominants alors dans les études rurales, et notamment la critique du modèle de l’agriculture spécialisée intensive et l’interprétation marxiste des transformations de l’agriculture selon laquelle les agriculteurs devaient calquer leurs luttes  sur celles des ouvriers de l’industrie. Elle fut un terrain d’échange d’expériences et de positions théoriques dans un collectif de rédaction faisant place à tous les points de vue, tout en promouvant l'articulation entre recherche et suivi des mouvements contestataires et alternatives paysannes et de développement local. Elle a ainsi ouvert, dans le début des années 1980, la question du « produire autrement ». Elle a fait miroir au développement du mouvement des Paysans-travailleurs, de la Confédération nationale des syndicats des travailleurs paysans et de la Confédération paysanne, autour de Bernard Lambert, et est intervenue ponctuellement à des moments clés, par exemple en figurant en 1986 dans les signataires d'un appel à l'organisation d'assises paysannes.

## Quelques articles
- N. Mathieu, 1979 - 1980.- Coopération et affaire de cochons, Nouvelles campagnes, avr-mai 1979, n°4, pp. 3-8, et fév. 1980, pp. 24-31 ;
- N. Mathieu, 1981.- Imaginer une politique socialiste de l'espace, Nouvelles campagnes, n°14-15, pp. 93-94 ;
- G. Allaire,1983. « La crise de l'hégémonie des paysans-entrepreneurs », Nouvelles Campagnes, n°21-22 , pp.112-118 ;
- F. Bourquelot, P. Pharo, « Les salariés agricoles d’exploitations dans les Etats Généraux du développement », Nouvelles Campagnes, n° 23, avril 1983, pp. 36-51 ;
- N. Mathieu, N. Sauget, 1984.- Des initiatives aux alternatives, Nouvelles Campagnes, n°30, pp. 72-81 ;
- B. Lambert, 1984. « Relations contractuelles, droits syndicaux, mutualisme, coopération », Nouvelles Campagnes, n°30, pp. 6-21.